# Peter B. Germano
Peter B. Germano eller Peter Germano, född 17 maj 1913 i New Bedford, Massachusetts, död 20 september 1983 i Wildwood, Kalifornien, var en amerikansk författare som skrev romaner, noveller och manuskript till TV-serier. Främst utspelade sig berättelserna i westernmiljö och han skrev böcker under pseudonymerna Barry Cord, James Kane, Jim Kane och Jack Bertin. Pseudonymerna Jack Slade och Jackson Cole delade han med andra författare.
Flera av Germanos westerberättelser har utgivits på svenska av Wennerbergs förlag, B. Wahlströms bokförlag och Bokförlaget Trots.

## Biografi
Peter Germano hette ursprungligen Pietro Baptisto Germano och var äldst av sex syskon, vars föräldrar var italienska immigranter till USA. 
I mitten av 1930-talet började Germano skriva noveller för amerikanska "pulp-tidningar". I slutet av 1940-talet började han använda pseudonymen Barry Cord för westernromaner. På 1950-talet var han en av de dominerande författarna av Jim Hatfield-romaner och använde då tillsammans med andra pseudeonymen Jackson Cole.
Efter att Todhunter Ballard 1967 skapat karaktären Lassiter delade han pseudonymen Jack Slade med författare som Germano, Ben Haas, Tom Curry och John M. Flynn när han skrev böcker om Lassiter.
På 1970-talet skrev Germano två science-romaner under pseudonym Jack Bertin.

## Familj
Germano gifte sig 1943 med Muriel Garant och skrev tillsammans med henne flera TV-manus. Peter dog 1983 och Muriel 2004.

### Under pseudonym Barry Cord
- Trail boss from Texas 1948 (Hett bly - kall död 1969, Topp Wild-West 94)
- Cain Basin 1954 (Vid vägens slut 1965, Prärie 55)
- Boss of barbed wire 1955 (Förföljd 1962, Prärie 5)
- Sheriff of Big Hat 1957 (Tre i elden 1962, Pyramid 157)
- Gun proddy hombre 1958 (Den gåtfulla ranchen 1960, Pyramid 116)
- Concho Valley 1958 (Två om hämnden 1960, Pyramid 105)
- Last chance at Devil's Canyon 1959 (Allt eller intet! 1962, Prärie 7)
- Six bullets left 1959 (Med sex skott kvar, 1968, Dollarserien 24)
- The third rider 1959 (Den tredje ryttaren 1965, Prärie 49, Hämnd - till varje pris! 1967, Topp Wild-West 67)
- Slade 1959 (Slade skall dö 1963, Mustang 69)
- The iron trail killers 1961 (Blodigt svek 1964, Sheriff 2)
- The masked gun 1963 (Utan val 1964, Sheriff 6)
- Gallows ghost 1967 (Död mans hämnd 1967, Sheriff 44, I galgens skugga 1972, Topp-Wild West 126)
- The long wire 1968 (Ur gravens djup 1972, Longhorn 46)
- Bound for bounty 1969 (Tågrånet 1971, Sheriff 82) (samma berättelse som The masked gun)
- Hell in paradise valley 1972 (Farornas dal 1973, Sheriff 99)
- Dodge City 1976 (Hämnaren i Dodge City 1977, Mustang 208)

### Under pseudonym Jim Kane
- Gunman's choice 1962 (Mannen utan nåd 1962, Mustang 55)

### Under pseudonym Jack Slade
- A hell of a way to die (Grymt spel 1971, Mustang 158)
- Sidewinder (Säker död 1971, Mustang 160)
- The man from Lordsburg (Hårt spel 1972, Mustang 164)
- Gunfight at Ringo Junction (Blodig bluff 1972, Mustang 166)
- Funeral bend (Sheriffen i El Dorado 1972, Mustang 168)
- The man from Tombstone
- Five graves for Lassiter (Fem måste dö 1981, Mustang 233)

### Under pseudonym Jack Bertin
- The pyramids from space 1970
- The interplanetary adventurers 1970